# Terra Incognita (компанія)

Тримісний намет «Alfa 3»

Terra incognita (Терра Інкогніта) — українська компанія, що спеціалізується на виробництві туристичного спорядження, такого як намети, рюкзаки, спальні мішки. Продукція компанії орієнтується на людей які ведуть активний спосіб життя, туристів, лижників, велосипедистів. Заснована наприкінці 2005 році у Києві. За оцінкою сайту Асоціації ритейлерів України компанія є одним із лідерів виробництва туристичних товарів в Україні.

## Історія
Компанія «Terra Incognita» була заснована колишніми співробітниками української компанії виробника ТОВ Едвенчер або «Adventure». Починаючи з 1993 коли було створено Едвенчер, компанія мала два головних напрямки у виробництві: надувні човни та туристичне спорядження, яке якраз і очолювали засновники «Terra Incognita».
Під час роботи в Едвенчер майбутніми власниками «Terra Incognita» було розроблено та запущено у виробництво понад 60 моделей міських і туристичних рюкзаків та сумок, понад 15 моделей наметів та спальних мішків і більше ніж 30 моделей туристичного одягу та аксесуарів. Експериментальний цех та головне виробництво всього туристичного спорядження знаходилось в м. Києві в Будинку Побуту «Оболонь» на 2, 6 та 7 поверхах.
В 2005 році очільники швацького виробництва з ТОВ Едвенчер засновують власну компанію під назвою «Terra Incognita», та згодом, за кілька років, остаточно переходять до неї працювати.
Станом на 2019 рік компанія не має власного серійного виробництва в Україні, все серійне виробництво відбувається на фабриках в Китаї.
В 2019 році компанія змінила логотип.

Старий логотип

## Продукція
«Terra Incognita» розробляє та випускає експериментальні моделі майже всіх товарів які випускаються під її маркою. Це туристичні рюкзаки, міські рюкзаки, намети, спальні мішки, каремати, туристичний посуд, термоси, газові пальники, самонадувні килимки, гермомішки, питні системи та аксесуари.
На ринку України компанія є рідкісним українським виробником наметів. Намети компанії отримують позитивні відгуки від оглядача з Удмуртії.

## Магазини
На 2013 рік дилерська мережа охоплює понад 44 міста України з більше ніж 100 магазинами. Також існує роздрібна мережа магазинів «Terra Incognita», яка займається роздрібною торгівлею туристичним спорядженням, а також товарами для активного відпочинку. На цей час[коли?] магазини мережі розташовані в Києві, Львові та Одесі.

## Спонсорство
Компанія активно підтримує різноманітні змагання з туризму в Україні такі як Track Incognita, Стежками Героїв, Кубок Карпат та багато інших. Співпрацює з організаціями такими як Пласт.
Також допомагає волонтерським організаціям.

## Туристичний клуб Terra Incognita
Клуб «Terra Incognita» — некомерційна спільнота прихильників однойменного українського бренду туристичного спорядження. Місія — допомагати членам Клубу пізнавати і відкривати Україну з допомогою спорядження «Terra Incognita».